# Cirolana victoriae
Cirolana victoriae is een pissebed uit de familie Cirolanidae. De wetenschappelijke naam van de soort is voor het eerst geldig gepubliceerd in 1981 door Bruce.